# Disentis/Mustér
Disentis/Mustér (německy Disentis, rétorománsky Mustér; dvojjazyčný název se oficiálně používá od roku 1963) je obec ve švýcarském kantonu Graubünden, okresu Surselva. Nachází se v údolí Předního Rýna, asi 54 kilometrů jihozápadně od kantonálního hlavního města Churu, v nadmořské výšce 1 130 metrů. Má přibližně 2 000 obyvatel. Jde o známé středisko zimních sportů a rekreace.
Nachází se zde známý benediktinský klášter.

## Historie

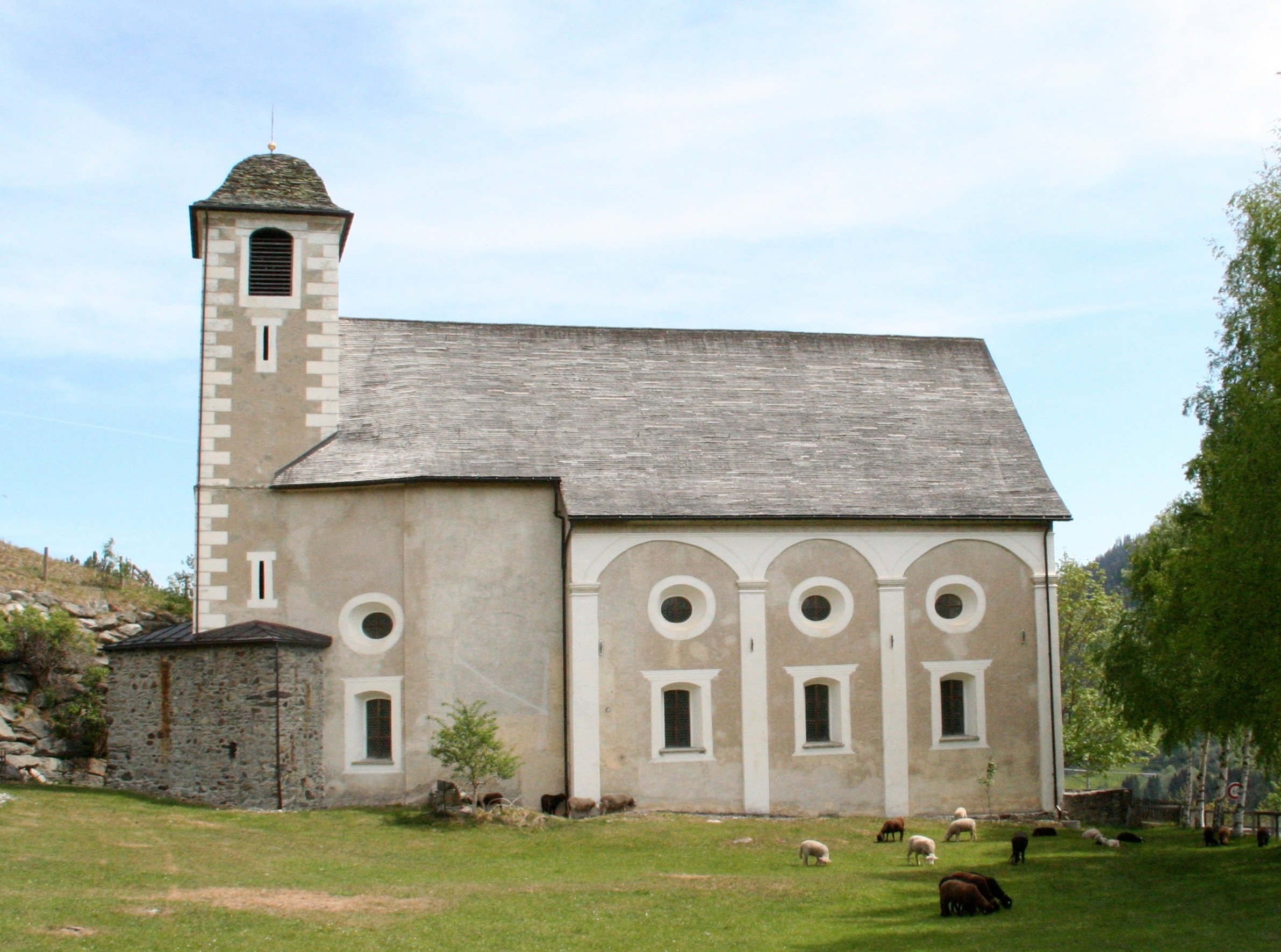
Placiduskirche

Na počátku 8. století postavil mnich Sigisbert z burgundského kláštera benediktinů tzv. celu v lokalitě Desertina. Pomohl mu místní Rét Placid, který byl později na pokyn panovníka zavražděn. Podle legendy ale pravděpodobně byla oblast osídlena již dříve. Kolem roku 720/750 postavil biskup Ursicin nad hroby svatých Sigisberta a Placida klášter podle pravidel svatého Benedikta. V roce 940 byl klášter s cennými uměleckými předměty zničen požárem, založeným Saracény (dle stropní malby v klášterním kostele). Mniši, kteří se po útěku vrátili, klášter obnovili. Jejich hlavním úkolem pak bylo střežit Lukmanierský průsmyk, kterým cestovali němečtí císaři Ota I. Veliký, Jindřich II., císař Fridrich I. Barbarossa a Zikmund Lucemburský italských částí své říše. V roce 1020 byl klášter císařem Jindřichem II. převeden na biskupský kostel v Brixenu; dekret byl v roce 1074 zrušen a klášteru byla navrácena imunita. Vznikl klášterní stát Cadi (Casa Dei – „Boží dům“), který zahrnoval nejen oblast od vesnice Brigels až za Oberalpský průsmyk, ale i oblasti v Lombardii. Opat z Disentisu se stal císařským knížetem. Knížecí opati se podíleli na založení tzv. Šedé konfederace a kantonu Graubünden, i když tím ztratili své mocenské postavení. Klášter zůstal kulturním centrem Graubündenu.

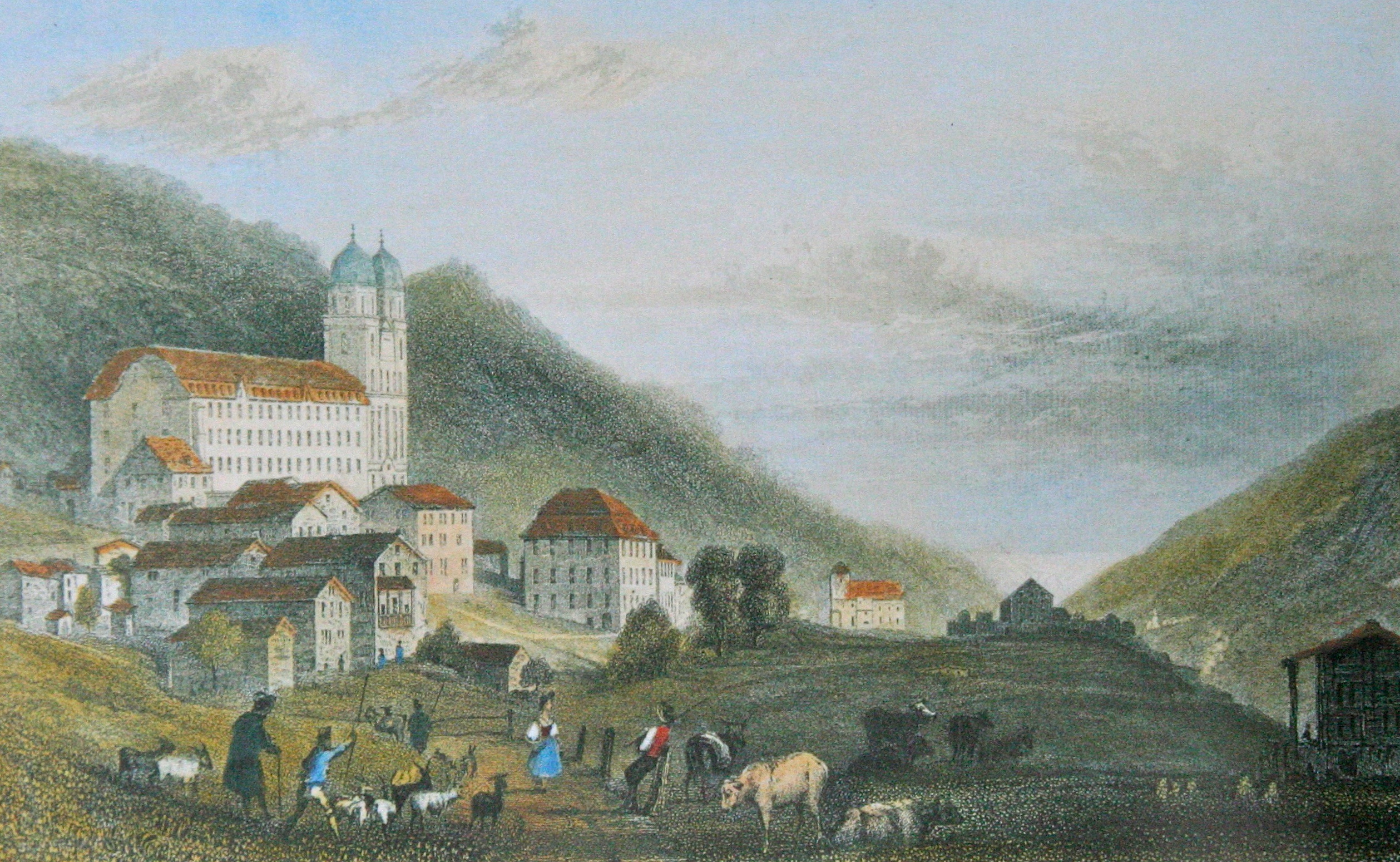
Malba, znázorňující vesnici Disentis s klášterem (1832)

Na konci 17. století byl vybudován nový klášterní komplex v barokním stylu a v letech 1696 až 1712 byl podle plánů Caspara Moosbruggera postaven klášterní kostel svatého Martina s dvouvěžovým průčelím. V roce 1799 francouzská vojska zapálila vesnici Disentis, klášter a kostel poté, co obyvatelé povstali proti okupantům. Na konci 19. století byl klášterní komplex rozsáhle restaurován, znovu pak o sto let později. Poslední obnova klášterního kostela byla dokončena v roce 2019. Od roku 1880 je v klášteře gymnázium, kde vyučují mniši. Na počátku 70. let bylo uznání školy jako plnohodnotné školy s maturitou podmíněno splněním dvou podmínek: zaprvé přijetím dívek a zadruhé doplněním učitelského sboru o civilní učitele.
Až do roku 2002 byl Disentis sídlem soudu a okresu Cadi, horní části Surselvy.
Zámek Caschliun postavil Sebastian von Castelberg kolem roku 1750. V roce 1830 vyhořel a následně zcela zchátral.
Jak bylo v kantonu Graubünden zvykem, konaly se komunální volby formou tzv. Landsgemeinde, tedy shromáždění všech obyvatel (oprávněných voličů) pod širým nebem. I po zavedení volebního práva žen v roce 1973 bylo rozhodnuto o zachování této tradice. Teprve v roce 2000 byla 600 let stará tradice zrušena (na základě výsledků referenda v ostatních obcích okresu Surselva).

## Geografie

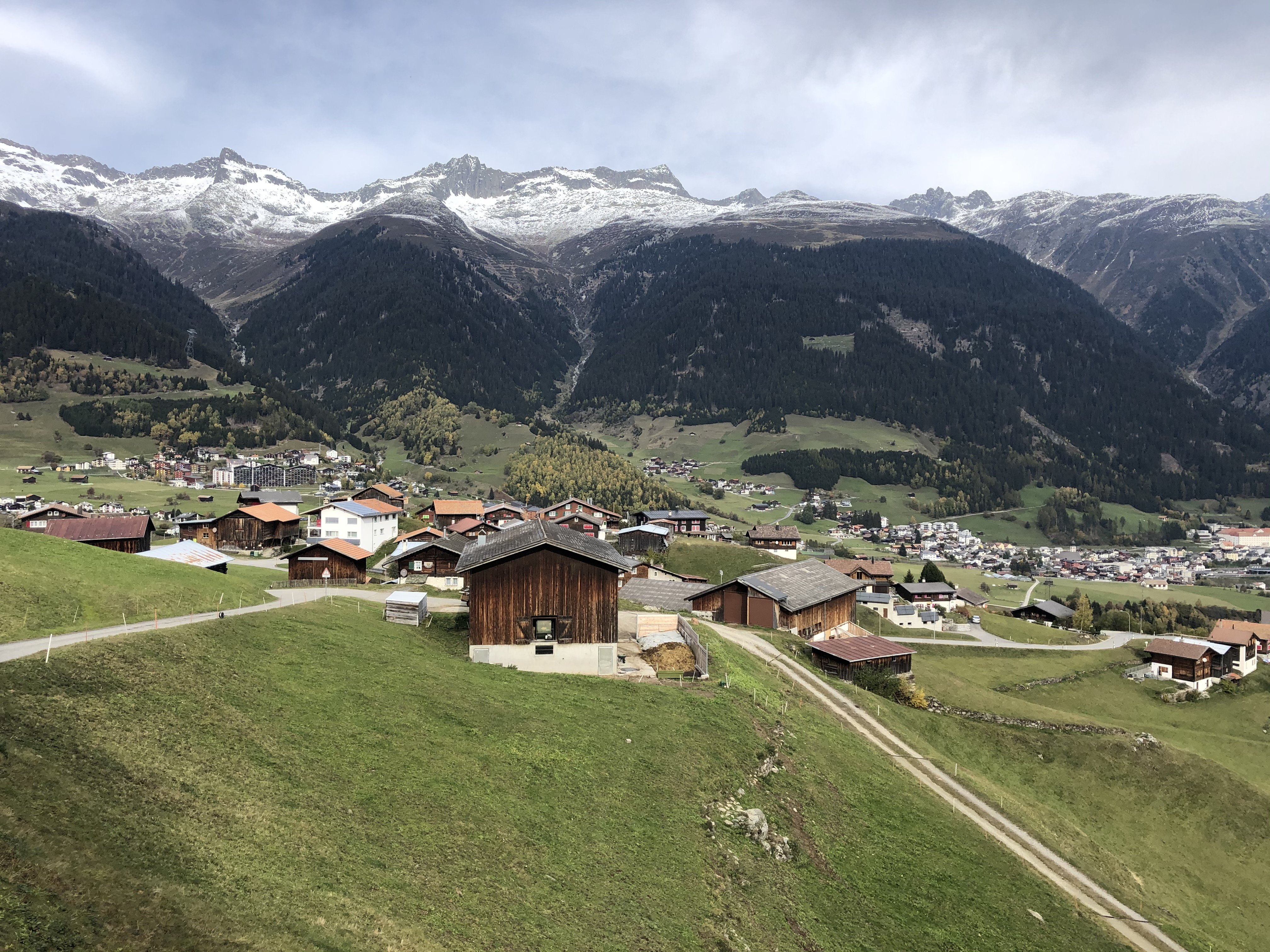
Osada Mumpé Medel

Disentis se jako známé se nachází v horní části pohoří Surselva v oblasti Cadi, na soutoku Předního a Medelského Rýna. Obec zahrnuje vesnice Segnas, Mumpé Tujetsch, Mumpé Medel, Acletta, Disla a Cavardiras. 

## Obyvatelstvo
| Rok            | 1850  | 1900  | 1950  | 2000  | 2010  | 2012  | 2014  | 2019  |
| Počet obyvatel | 1 260 | 1 359 | 2 330 | 2 172 | 2 111 | 2 045 | 2 058 | 2 046 |

Obyvatelé obce hovoří převážně jazykem sursilvan, surselvským dialektem rétorománštiny, jenž je také jazykem úředním. Menšinově se používá také němčina, zejména díky množství turistů, přijíždějících do oblasti.

## Doprava

### Železniční doprava

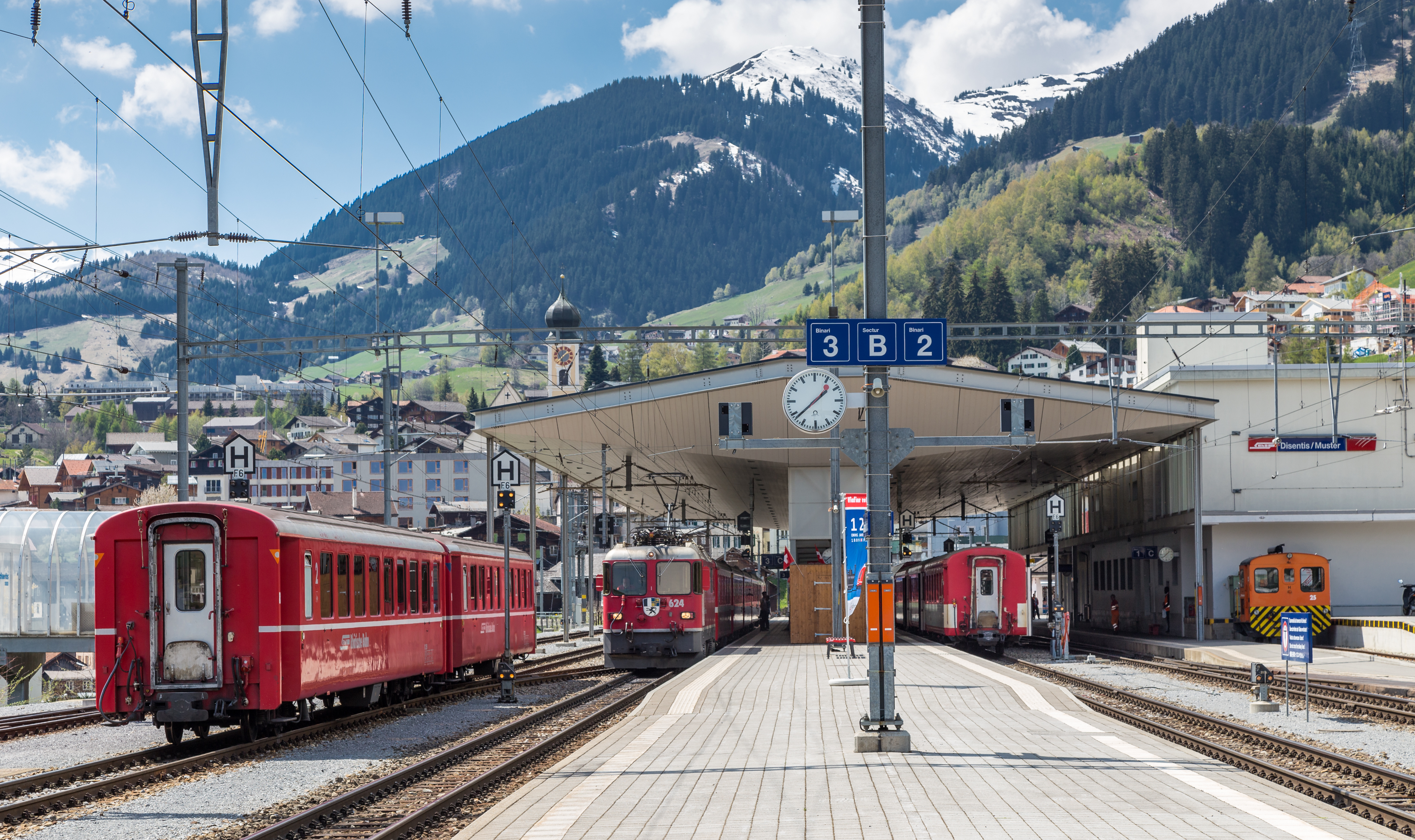
Železniční stanice Disentis/Mustér

Disentis je nejvýznamnější železniční stanicí v regionu Surselva. Stýká se zde trať bývalé společnosti Furka-Oberalp-Bahn (dnes součást Matterhorn Gotthard Bahn, zkratka MGB), přicházející z Andermattu, se sítí Rhétské dráhy (trať Reichenau-Tamins – Disentis/Mustér). Obě tratě mají metrový rozchod kolejí (1 000 mm) a jsou elektrifikovány střídavou soustavou 11 kV 16,7 Hz. Disentis je jednou z významných zastávek světoznámého Glacier Expressu, který zde mění hnací vozidlo z lokomotivy Rhétské dráhy na ozubnicovou lokomotivu MGB, která vlak dopraví přes průsmyk Oberalp.

### Silniční doprava
Obcí prochází kantonální hlavní silnice č. 19 (Tamins – Disentis – Oberalppass). V zimním období je silnice přes průsmyk Oberalp kvůli sněhu a nebezpečí lavin uzavřena, jediným spojením na západ, do kantonu Uri, je tak železnice.